# Sibara
Sibara  es un género  de plantas fanerógamas perteneciente a la familia Brassicaceae. Son nativas de Norteamérica. Sibara es similar a Cardamine, elevando sus tallos herbáceos que llevan diminutas flores blancas o púrpura. Con frutos carnosos y semillas planas, lateralmente comprimidas.  Comprende 13 especies descritas y de estas, solo  6 aceptadas.

## Taxonomía
El género fue descrito por Edward Lee Greene  y publicado en Pittonia 3(13): 10–12. 1896. La especie tipo es: Sibara angelorum (S. Watson) Greene	

## Especies
A continuación se brinda un listado de las especies del género Sibara aceptadas hasta mayo de 2014, ordenadas alfabéticamente. Para cada una se indica el nombre binomial seguido del autor, abreviado según las convenciones y usos.
- Sibara angelorum (S. Watson) Greene
- Sibara brandegeana (Rose) Greene
- Sibara deserti (M.E. Jones) Rollins
- Sibara filifolia (Greene) Greene
- Sibara laxa (S. Watson) Greene
- Sibara mexicana (S. Watson) Rollins